# RATP-Baureihe MF 67

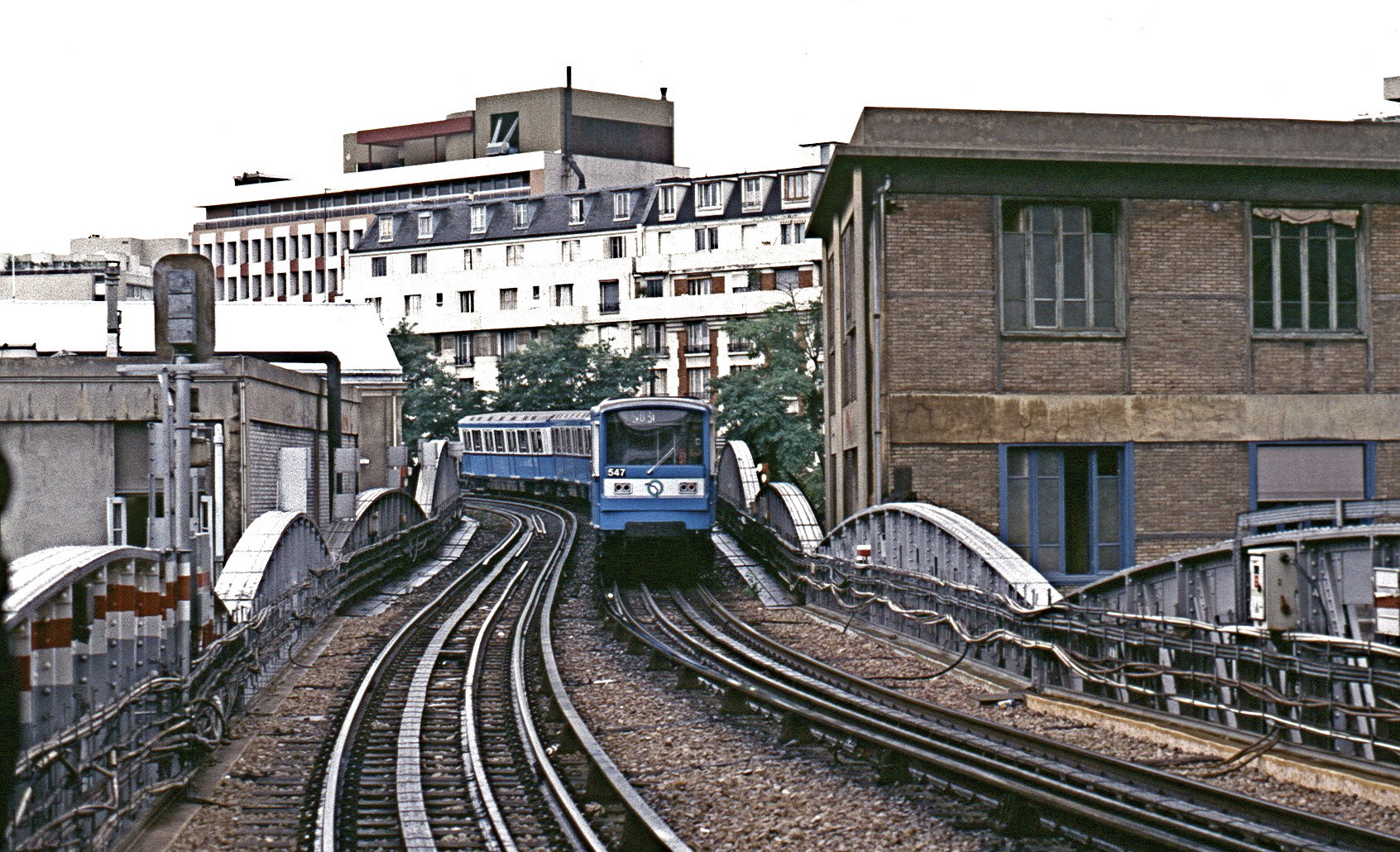
MF 67 bei der Ausfahrt aus der Station Gare d’Austerlitz (Richtung Place d’Italie), 1994

Die Baureihe MF 67  (Matériel Fer appel d’offres 1967) ist ein Fahrzeugtyp des Pariser Verkehrsunternehmens RATP. Mit etwa 1480 Fahrzeugen in mehreren Unterbauarten ist sie der häufigste Fahrzeugtyp der Métro Paris.

## Vorgeschichte

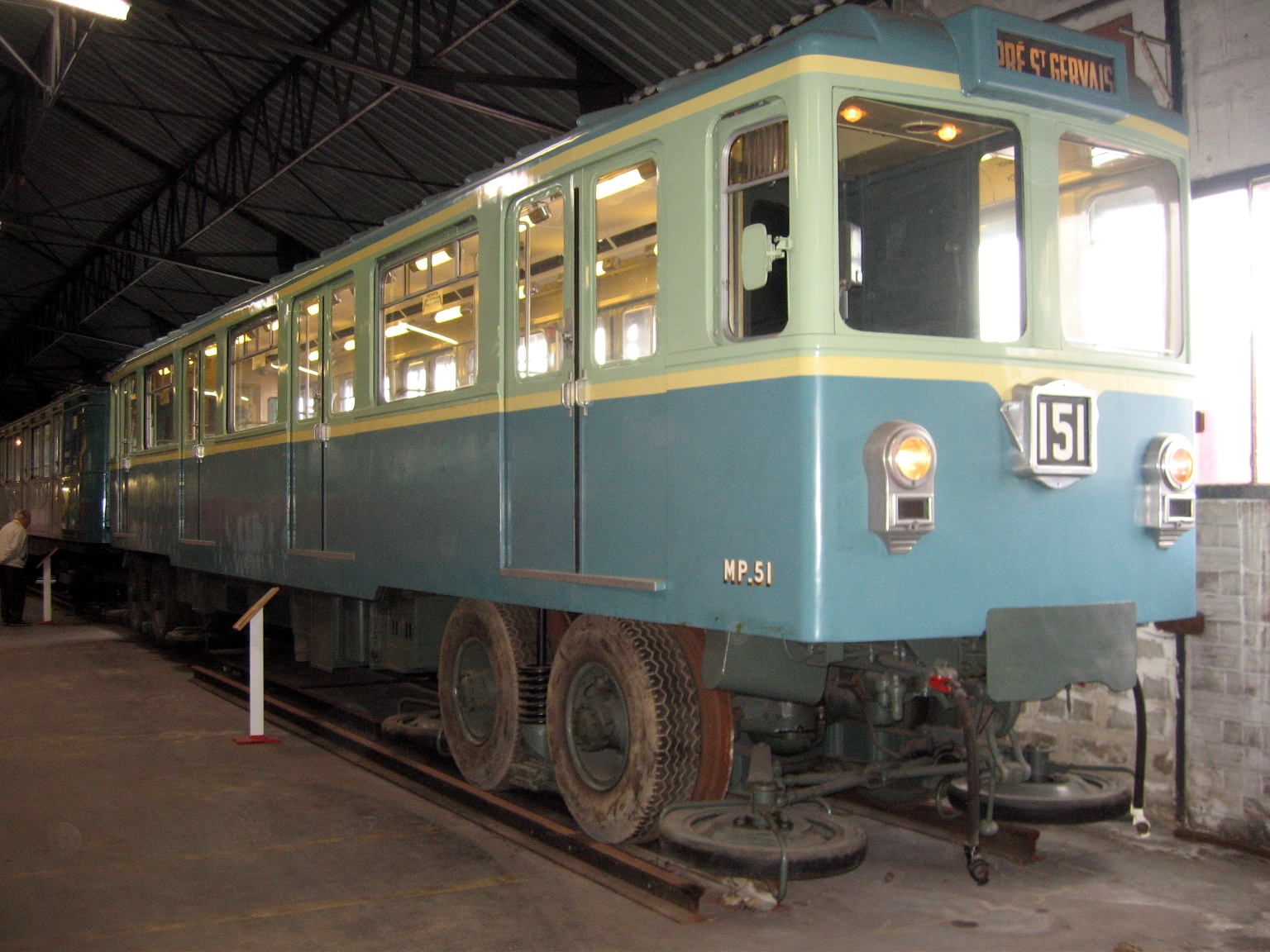
Gummibereifter Prototyp MP 51

1931 stellte die Firma Michelin einen Leichttriebwagen für Eisenbahnen vor, dessen Räder mit luftgefüllten Gummireifen versehen waren. Die Vorzüge waren ein ruhigerer Lauf, zu dem ein besseres Beschleunigungs- und Bremsverhalten und Steigungsvermögen kamen. 
Die am 19. Juli 1900 eröffnete Métro (Untergrundbahn) von Paris experimentierte ab August 1951 mit gummibereiften Zügen. Die Ergebnisse waren überzeugend und führten zur Umstellung der Linie 11 auf dieses System, die 1957 vollendet wurde. In den Folgejahren wurden die Linien 1 und 4 umgestellt, weitere sollten folgen.
Der Umbau der Linien 1 und 4 erwies sich jedoch als kostspieliger und langwieriger als erwartet. Es war abzusehen, dass sich die Umstellung des gesamten Netzes bis zur Jahrhundertwende hinziehen würde. Dieser Zeitraum war mit den vorhandenen Zügen der Vorkriegsbauart Sprague-Thomson für die konventionellen Linien nicht zu überbrücken.

## Geschichte

### Prototypen und erste Bauserie

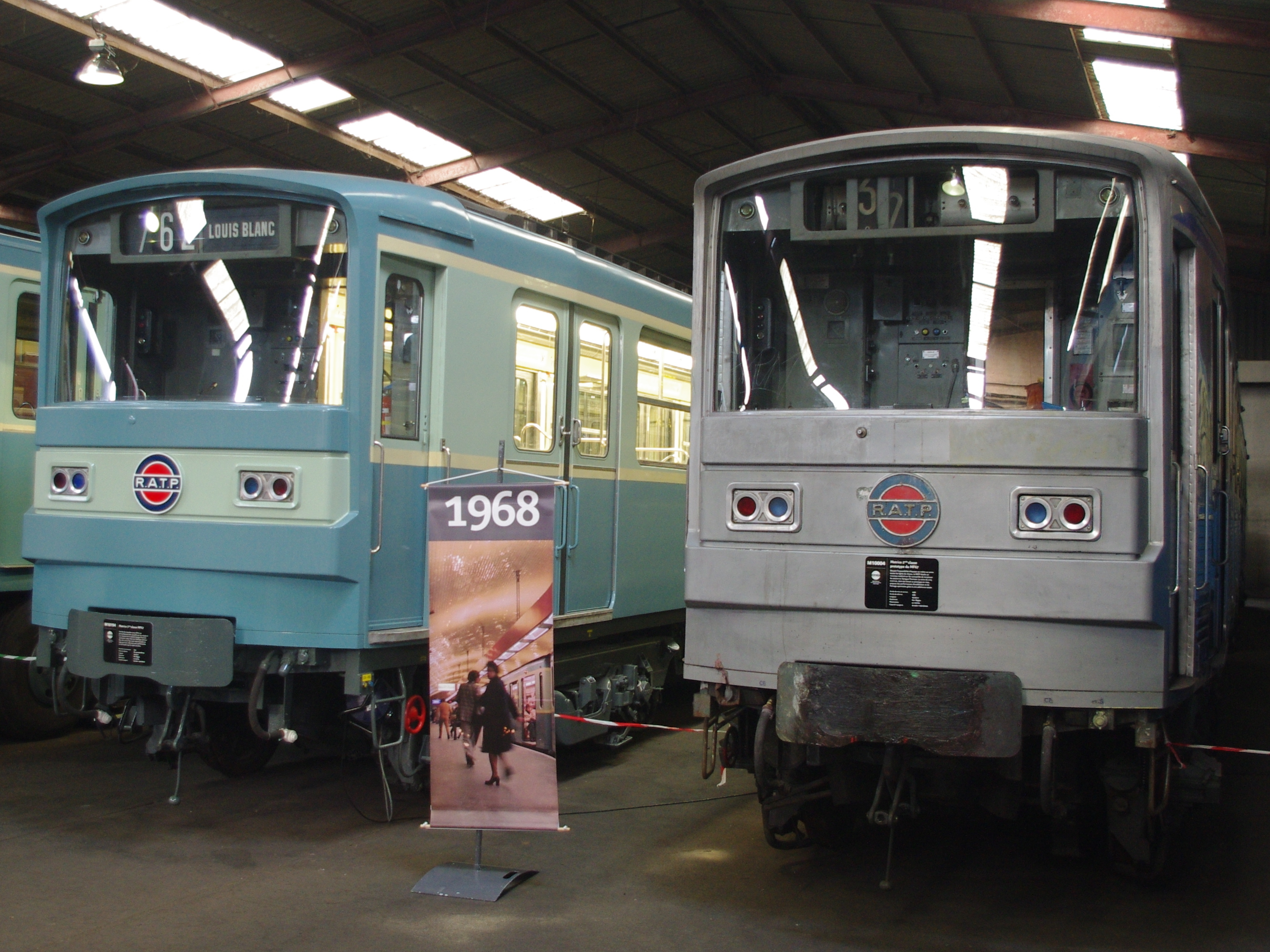
MF 67 in ursprünglicher Farbgebung und unlackierter Prototyp W2 „Zébulon“ aus rostfreiem Stahl

Im Juni 1966 entschloss sich die RATP daher, zwei aus sechs Wagen bestehende Vorserienzüge und 40 Fünfwagenzüge (Baureihe MF 67 A) zu bestellen. Hierbei steht das „M“ für matériel (roulant) (= rollendes Material), „F“ für fer (= Eisen; im Gegensatz zu „P“ = pneu / Reifen) und die Zahl für das Jahr der Erstbestellung. Um ihre Leistung mit der der gummibereiften Fahrzeuge MP vergleichen zu können, sollten sämtliche Drehgestelle eines Zuges angetrieben werden und über elektrische Widerstandsbremsen verfügen. Somit entstand als Prototyp bei Brissonneau et Lotz ein Zug (MF 67 W2), der – als Einzelgänger – gesickte, bis auf zwei Zierstreifen unlackierte Wagenkästen aus rostfreiem Stahl aufwies. Die Drehgestelle der fünf Triebwagen (darunter drei ohne Führerstand) besaßen zwei Motoren. Die Wagenkästen des von der Compagnie industrielle de matériel de transport (CIMT) gelieferten zweiten Vorserienzugs (MF 67 W1) entsprachen den Serienfahrzeugen. Seine Drehgestelle hatten nur jeweils einen Motor, den Duewag lieferte.
Zu den beiden Endtriebwagen und den drei führerstandslosen Triebwagen der Vorserienzüge wurde zu Testzwecken jeweils ein antriebsloser Beiwagen geliefert, der mittig zwischen den Triebwagen eingereiht wurde. Für die Serie waren solche Wagen nicht vorgesehen. Der letztgenannte Zug W1 kam am 21. Dezember 1967 auf der Linie 3 als Fünfwagenzug ohne Beiwagen in den Fahrgastverkehr. Der Zug W2 wurde, mit der gleichen Wagenreihung, im September 1968 in Dienst gestellt. Er bestand aus den Fahrzeugen M 10003, N 11003, NA 12002, N 11004 und M 10004, trug den Beinamen „Zébulon“ und kam etwa zwölf Jahre lang auf den Linien 3, 7, 9 und 13 zum Einsatz. In den frühen 1980er Jahren wurde er abgestellt und anschließend von der USFRT zu Ausbildungszwecken genutzt. Anfang 2011 wurde er verschrottet, ein Triebwagen mit Führerstand blieb aber erhalten. Nach Umbau und Einreihen eines zweiten Beiwagens verkehrt der W1 nach wie vor auf der Linie 3.

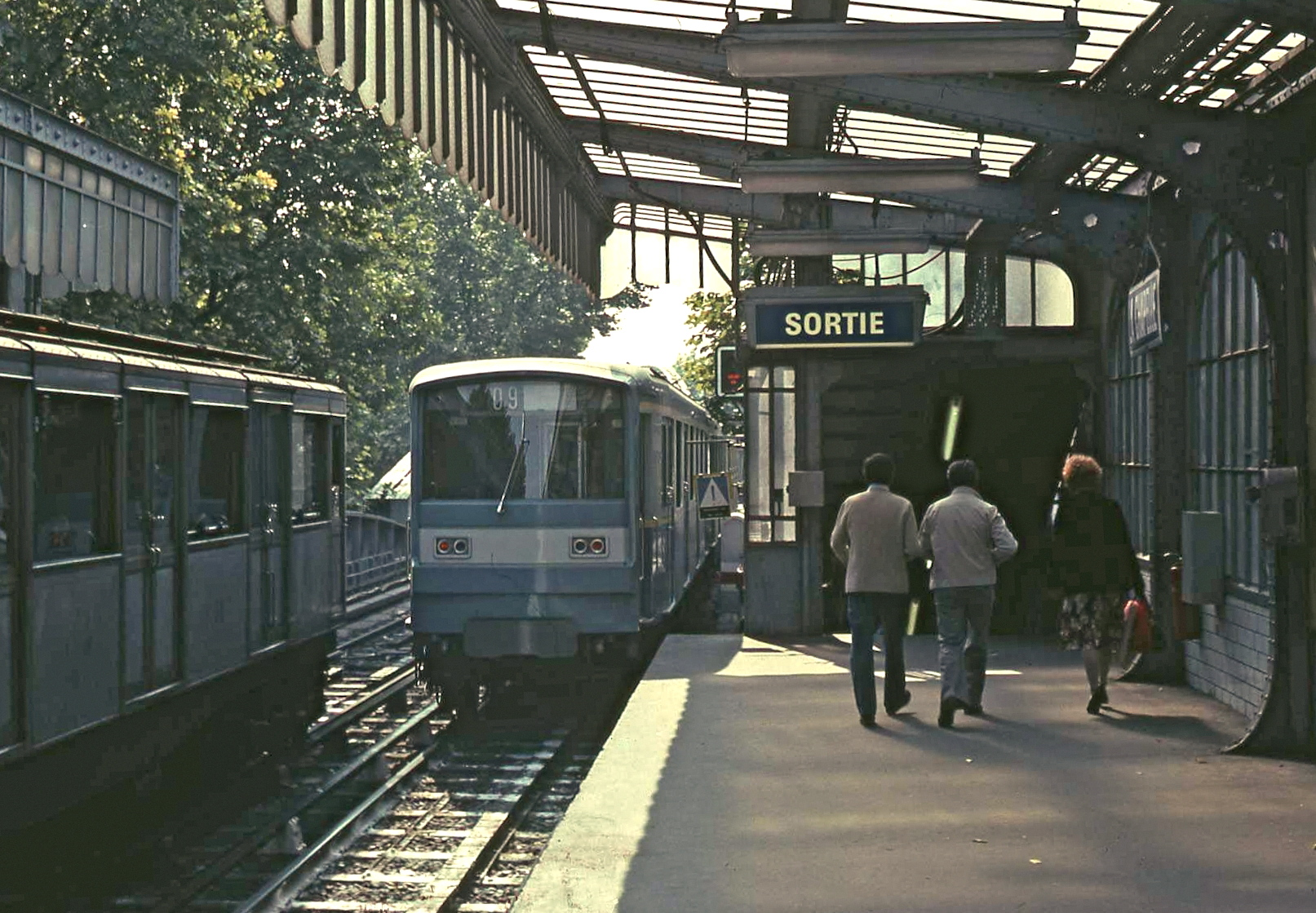
Begegnung eines blau / hellblau lackierten MF 67 mit einem Sprague-Thomson-Zug in der Station La Chapelle, 1979

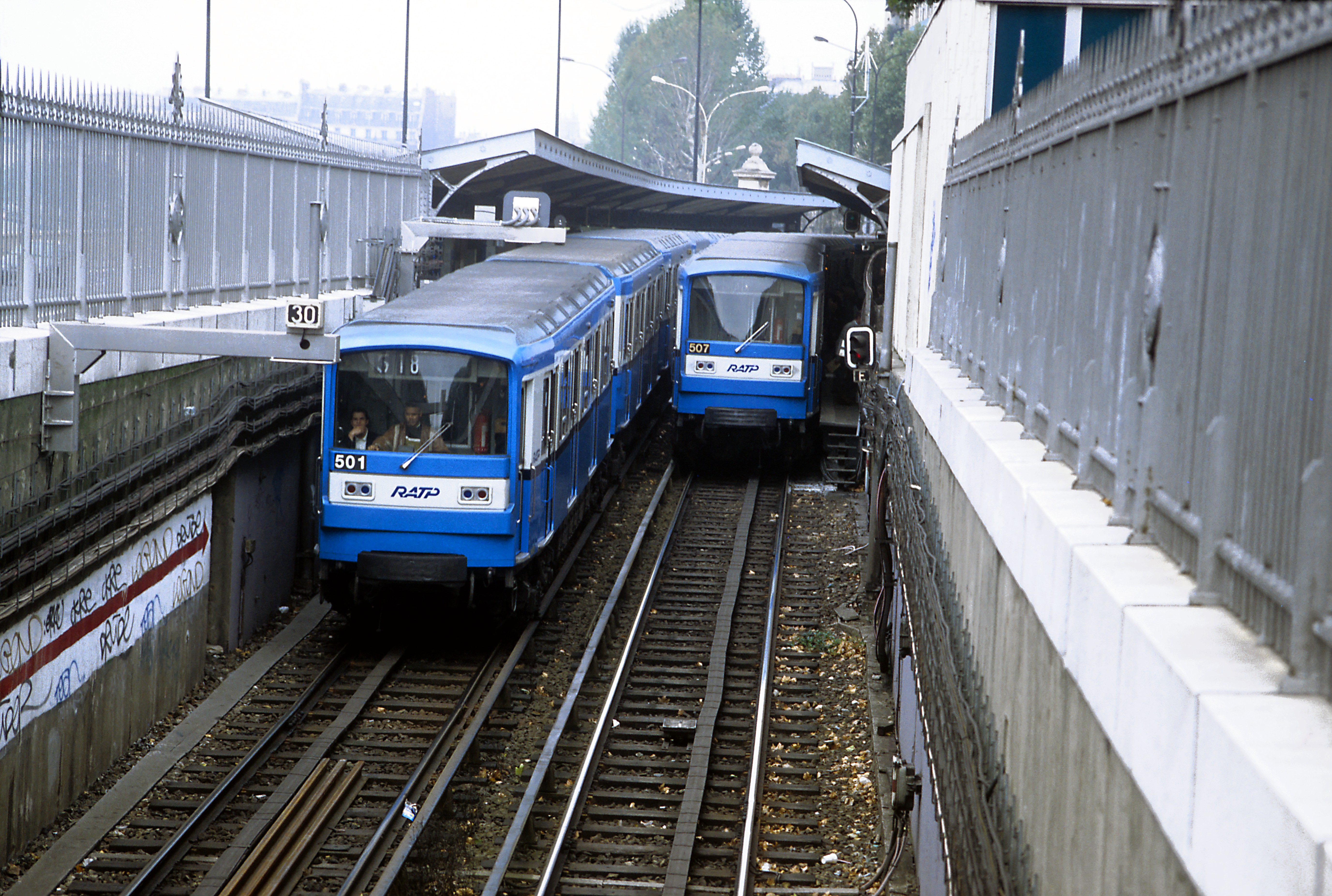
Begegnung zweier MF 67 in königsblau / weißer Livrée an der Station Quai de la Rapée, 1992

Die Serienbeschaffung teilte sich in 20 Züge des Typs A1 (Einmotorige Drehgestelle aus Duewag-Lizenz) und 20 Züge der Bauart A2 (ANF-Drehgestelle mit zwei Motoren). Die Wagenkästen bestanden aus einer Stahl-Kupfer-Legierung, die Front der Führerstände war aus Kunstharz auf Polyesterbasis. Die 15,145 m langen Triebwagen mit Führerstand wogen 26,5 t, die 14,39 m langen führerstandslosen Triebwagen 25,0 t. Die vier zweiflügeligen Türen pro Wagenseite hatten eine lichte Weite von 1,3 m. Die ursprüngliche Farbgebung war blau mit hellblauem Fensterband, der Wagen der ersten Klasse waren cremeweiß.
Bis herab zu einer Geschwindigkeit von 10 km/h wurde mit der Widerstandsbremse gebremst, darunter elektropneumatisch. Die A2-Wagen waren mit Backenbremsen, die A1-Wagen mit Scheibenbremsen ausgestattet. Ein A1-Triebwagen wies eine Gesamtleistung von 490 PS (2 Motoren à 245 PS), ein A2-Triebwagen von 580 PS (4 Motoren à 145 PS) auf.
Die MF 67 A1 (Wagennummern M 10011–10050) und MF 67 A2 (M 10051–10090) wurden zwischen Juli 1968 und April 1971 auf der Linie 3 in Dienst gestellt.

### Zweite Bauserie
Die auf der Linie 3 eingesetzten Neufahrzeuge bewährten sich in technischer Hinsicht und in den Augen der Fahrgäste. Daher wurden 1969 bei denselben Herstellern weitere Fahrzeuge der Bauart MF 67 bestellt. Die 115 Triebwagen mit einem Motor pro Drehgestell (MF 67 C1) und 238 Triebwagen mit zwei Motoren pro Drehgestell (MF 67 C2) entsprachen weitgehend der vorhergehenden Serie. Verbessert wurden die Laufruhe und die Geräuschentwicklung. Ziel war, die Linie 3 komplett mit „einmotorigen“, die Linie 7 neu mit „zweimotorigen“ Fahrzeugen auszustatten. Die Auslieferung erfolgte von Juni 1971 bis Oktober 1973.

### Änderung des Konzepts – Bauserien D, E und F

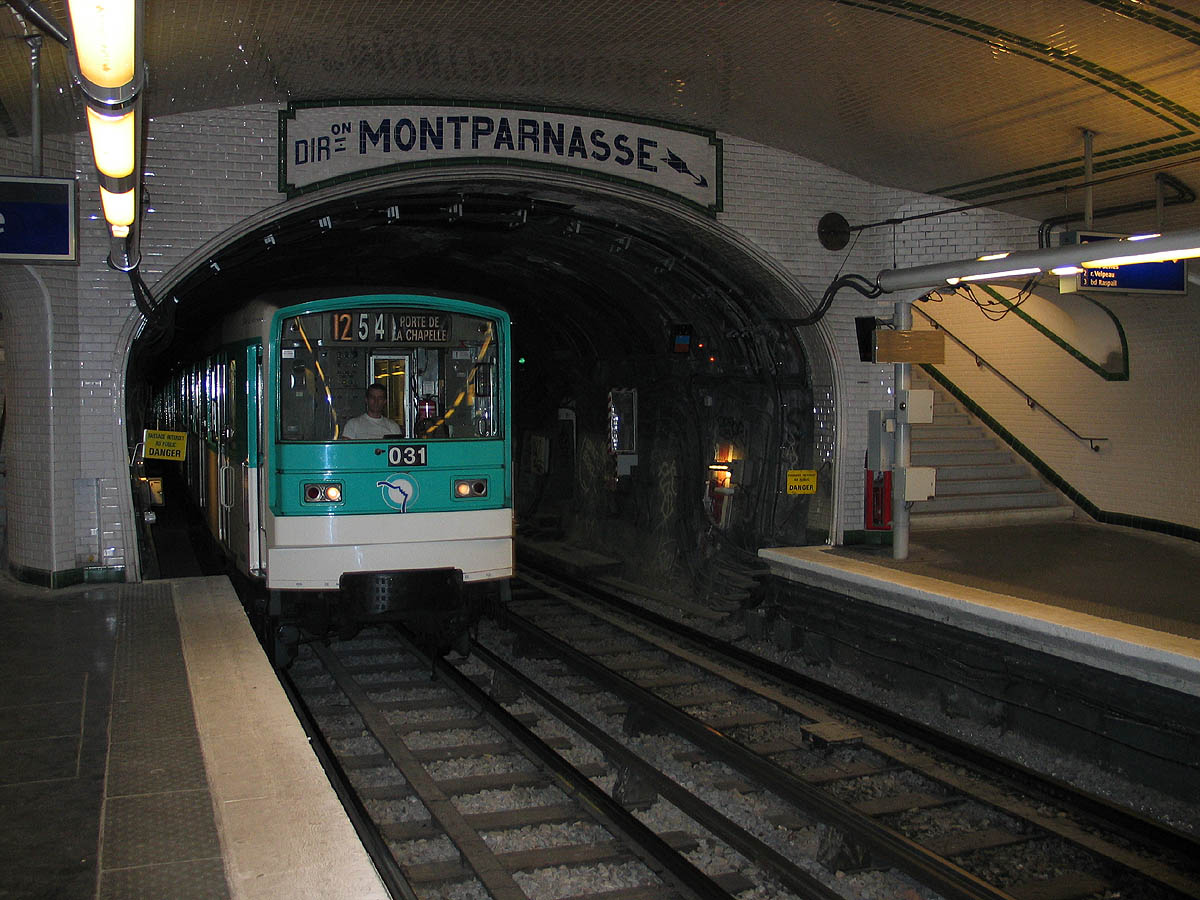
Zug der Baureihe MF 67 in hellgrüner Farbgebung auf der Linie 12 in der Station Sèvres-Babylone, 2005

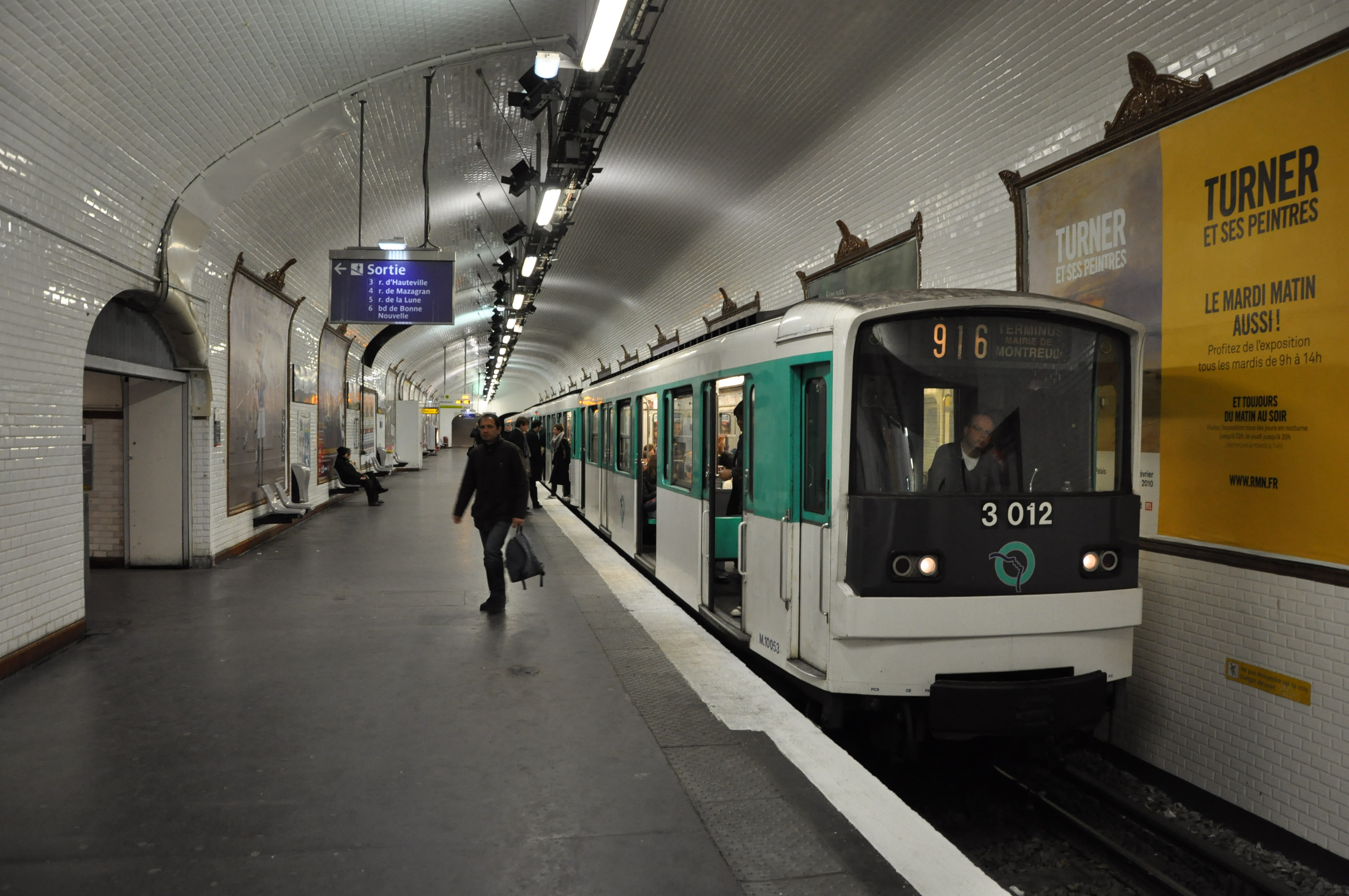
Zug in aktueller Farbgebung auf der Linie 9 in der Station Bonne Nouvelle, 2010

War mit dem Einsatz von reinen Triebwagengarnituren das Ziel verfolgt worden, Leistungen ähnlich den gummibereiften MP-Zügen zu erzielen, so wurde diese Absicht insbesondere aufgrund des knappen Budgets und der langen Lieferfristen verworfen. Für künftige Bestellungen wurden Züge aus drei Trieb- und zwei Beiwagen favorisiert, mit der Option, auch mit vier Trieb- und nur einem Beiwagen zu fahren. Im Jahr 1973 orderte die RATP bei Brissoneau et Lotz 16 „zweimotorige“ Triebwagen. Des Weiteren wurden 363 Beiwagen (MF 67 D) bestellt, darunter 156 Steuerwagen (MF 67 DS). Die ersten Beiwagen wurden im September 1974 geliefert und wiederum auf den Linien 3 und 7 eingesetzt. Die freiwerdenden führerstandslosen Triebwagen ermöglichten Züge, die beidseitig von den neuen Steuerwagen geführt wurden. Zwölf davon kamen auf der Linie 9 und vier auf der Linie 13 zum Einsatz. Zugleich wurde erstmals nicht der vollkommene Austausch des Rollmaterials auf einer Linie praktiziert, sondern Mischverkehr mit den bisherigen Zügen.
Für die Linie 12 wurden 170 Triebwagen des Typs MF 67 E (mit zwei Motoren pro Drehgestell) bestellt, darunter 144 Fahrzeuge mit Steuerabteil, sowie 112 antriebslose Beiwagen. Die Notwendigkeit, das Material der in die Vororte verlängerten Linien zu erneuern, führte jedoch zum Einsatz auf den Linien 8 und 10. Die Triebwagen dieser Bauserie waren mit Nutzbremsen ausgerüstet und königsblau / weiß lackiert. Auslieferungszeitraum war Juli 1975 bis Dezember 1976.
Die letzte Unterserie umfasste 247 Triebwagen der Bauart MF 67 F, die sich von der Bauart E durch einmotorige Drehgestelle mit Luftfederung unterschieden. 104 dieser Fahrzeuge verfügten über einen Führerstand. Die ersten der 1974 bestellten Wagen trafen 1976 ein und ersetzten vorübergehend die MF der Linie 13, die auf die Linie 14 abwanderten. Als die beiden Linien im November 1976 zur neuen Linie 13 verbunden wurden, konnte diese mit modernem Wagenmaterial betrieben werden.
1977 erhielt die Linie 12 die ersten Züge der Bauarten D und E. Als 1978 die letzten dreizehn MF 67 ausgeliefert wurden, war die Baureihe zur am zahlreichsten vertretenen im Wagenpark der RATP angewachsen. Im Jahr 1999 verkehrten die Fahrzeuge auf den Linien 2, 3, 3bis, 5, 9, 10 und 12. Auf der Linie 13 waren sie zu diesem Zeitpunkt bereits von der Baureihe MF 77 verdrängt worden.

## Aktuelle Situation

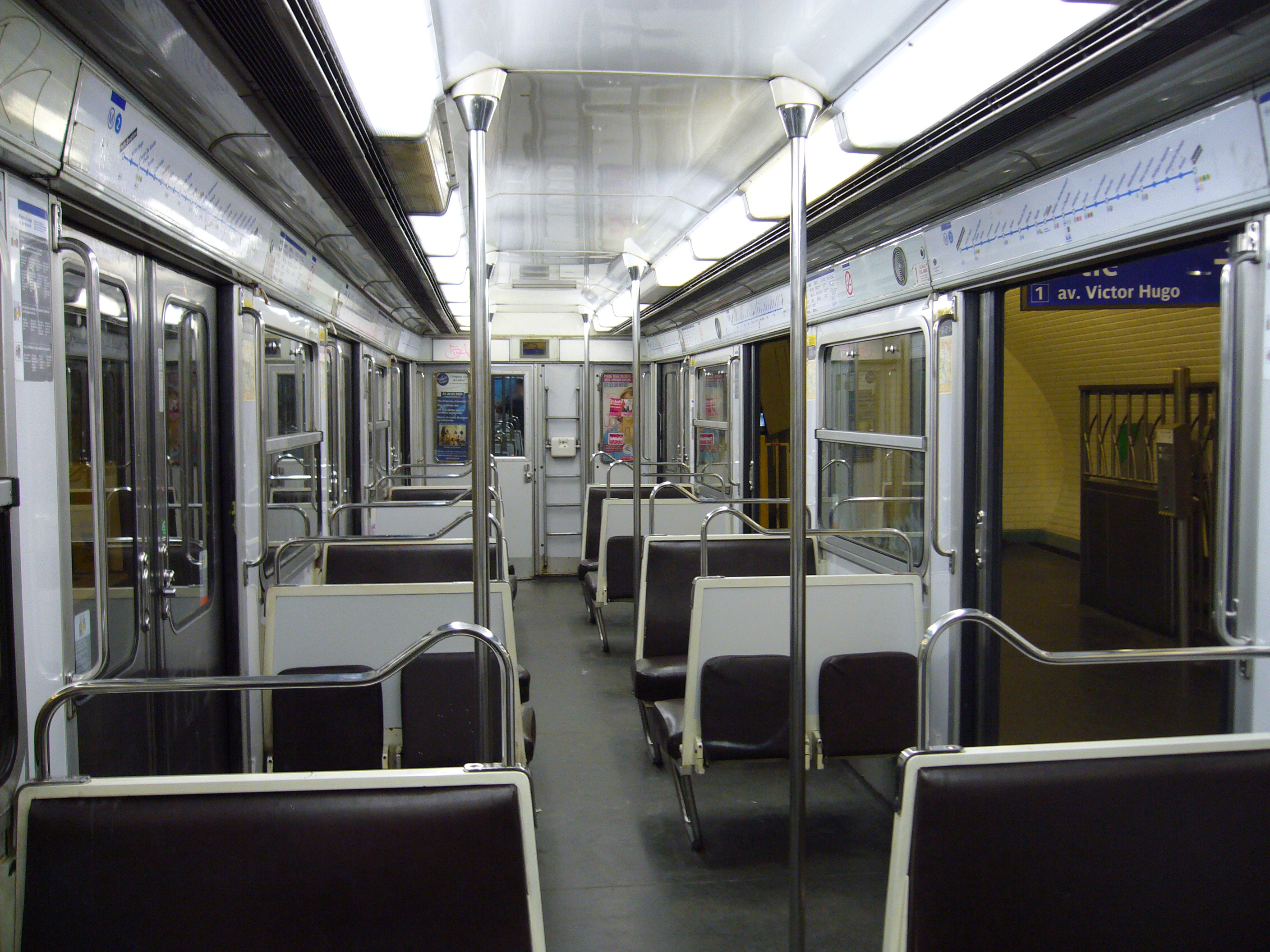
Fahrgastraum eines nicht modernisierten MF 67

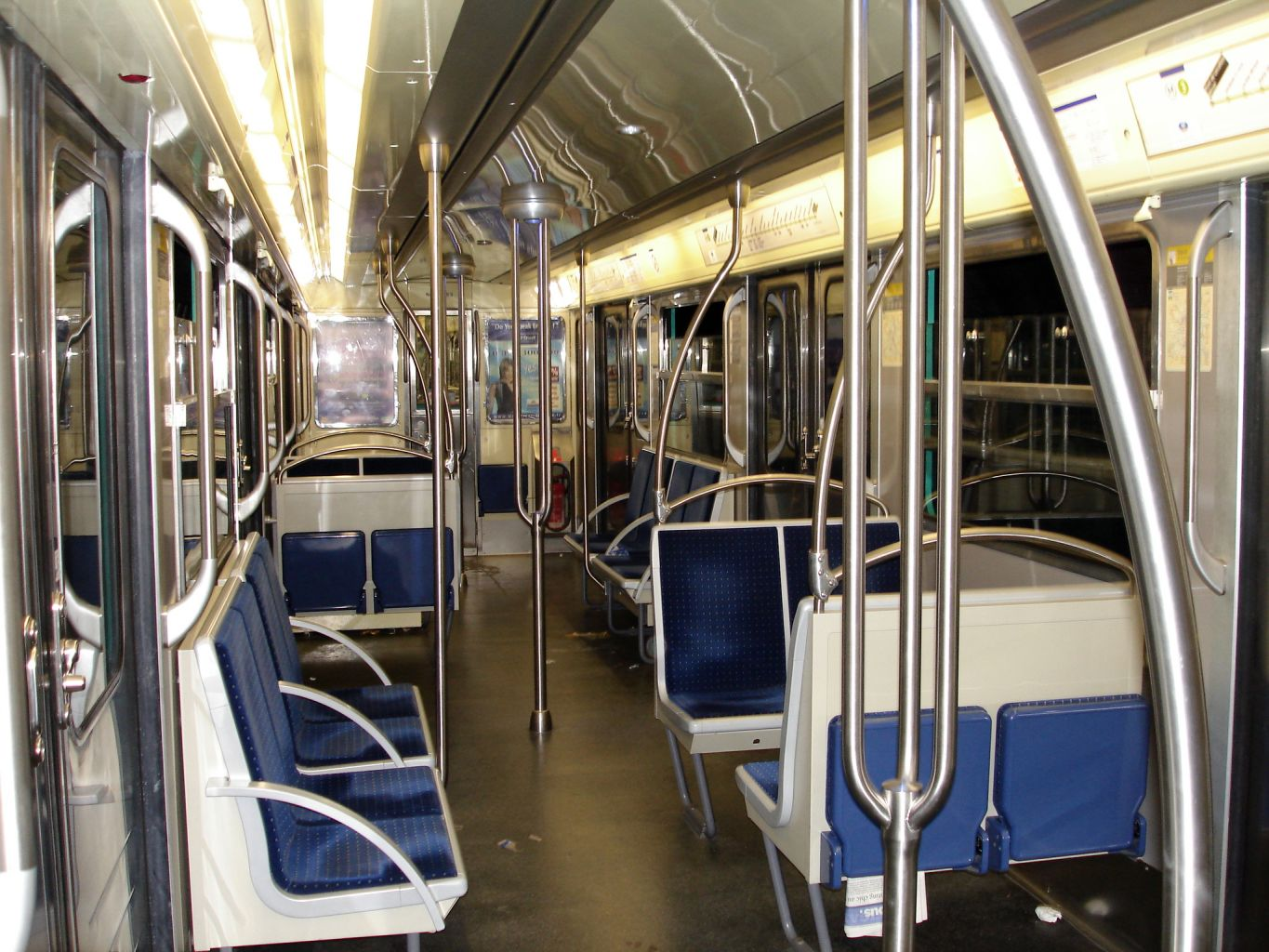
Modernisierter Fahrgastraum eines MF 67 der Linie 3

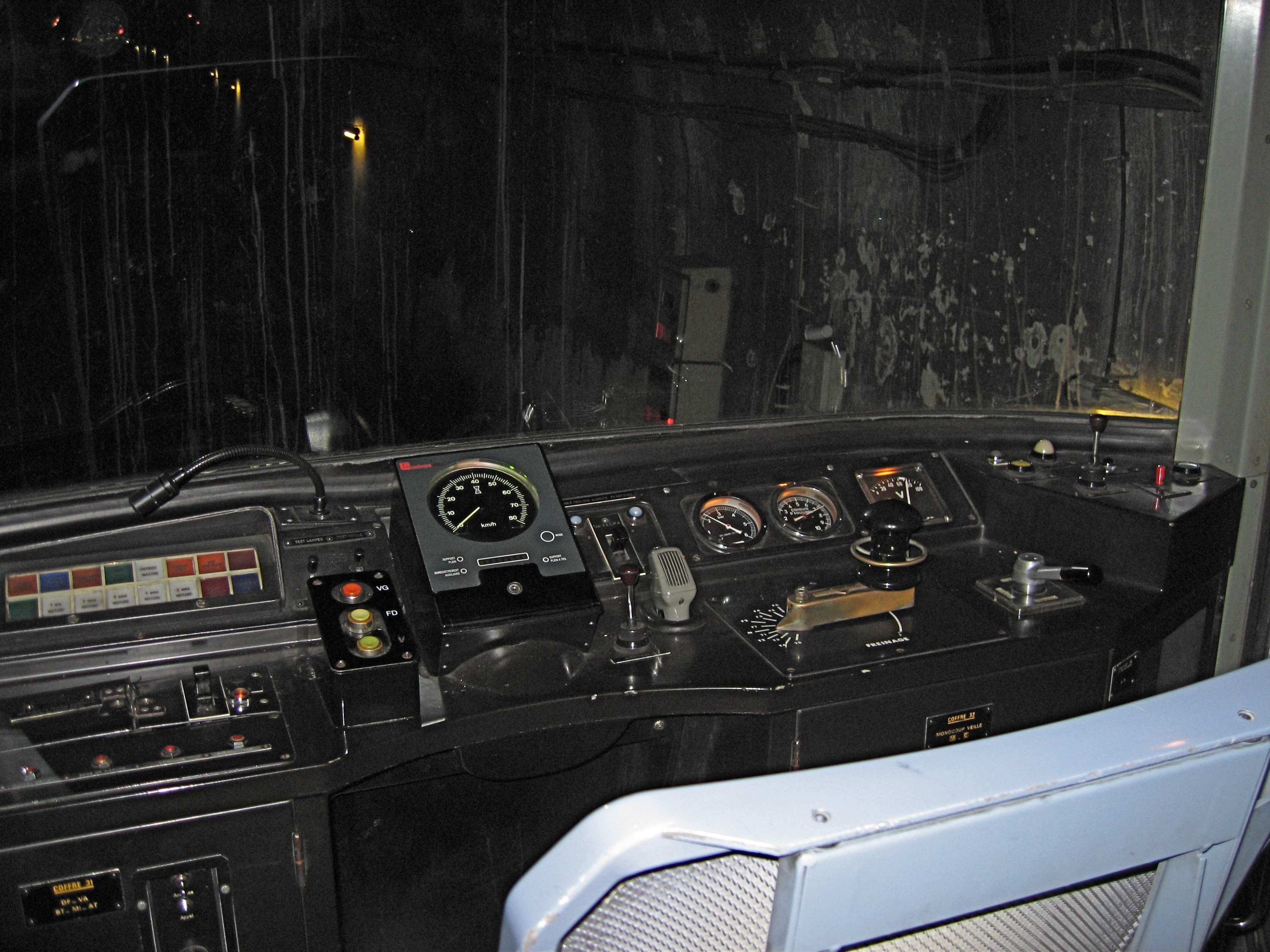
Fahrpult eines MF 67

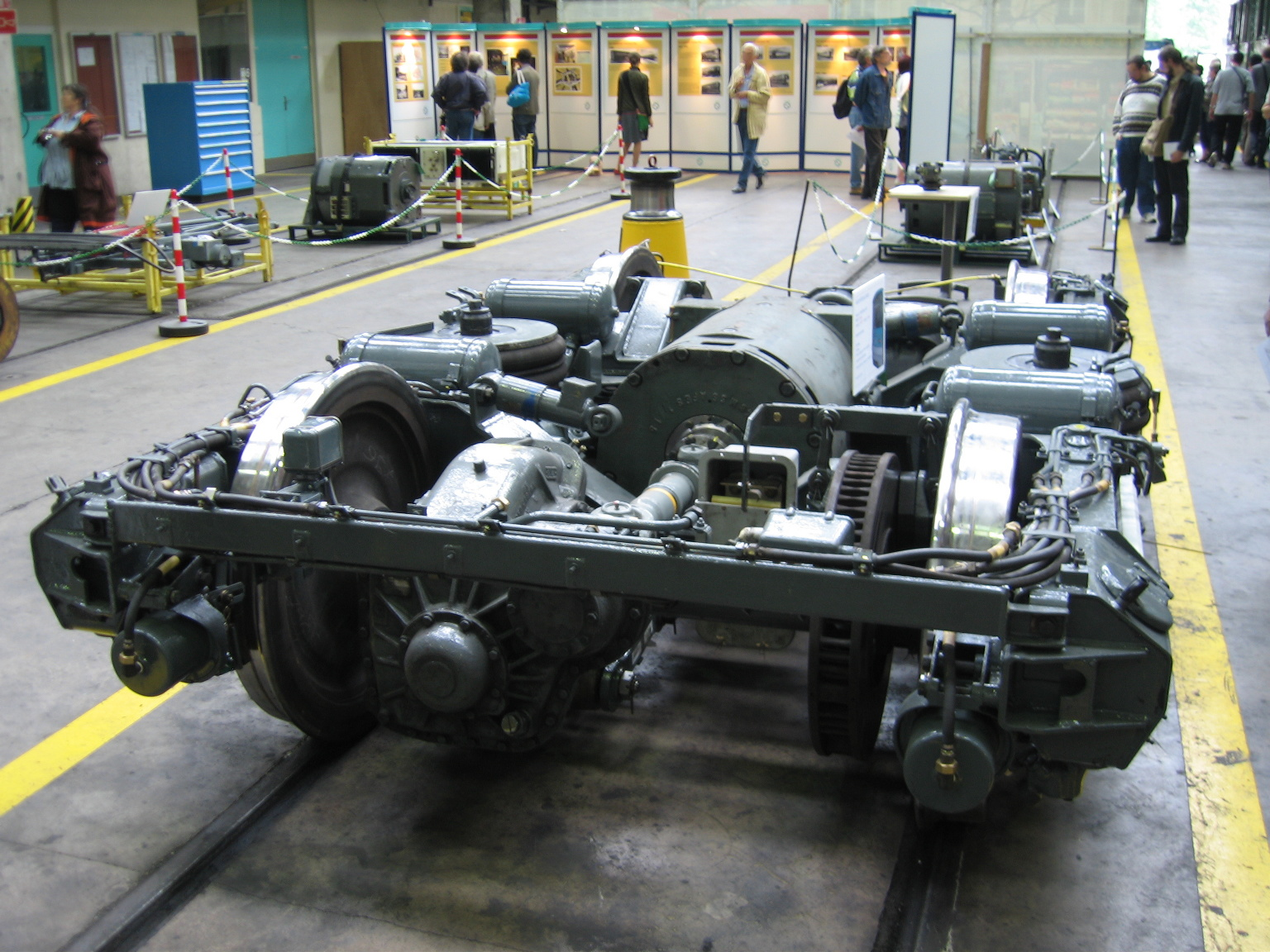
Einmotoriges Duewag-Drehgestell eines MF 67

Noch 2013 bildeten die MF 67 mit 205 Zügen (in der Regel mit fünf Wagen, Dreiwagenzüge auf der Linie 3bis, Vierwagenzüge für Schulung und Sondereinsätze) das größte Kontingent auf den konventionell betriebenen Linien (Metallräder).
Die Linien 7, 8 und 13 werden von Zügen der Baureihe MF 77 befahren, die Linie 7bis von MF 88. Die modernste „Eisen“-Baureihe MF 01 hat die MF-67-Züge auf den Linien 2, 5 und 9 abgelöst.
Seit Dezember 2016 verkehren die MF 67 nur noch auf den Linien 3, 3bis, 10 und 12; ihr Einsatz ist bis zum Zeitraum 2025–2030 geplant. Als Nachfolger ist die Baureihe MF 19 vorgesehen. Ab 2024 soll zunächst die Linie 10 mit den neuen Zügen ausgestattet werden, ab 2026 dann die Linie 12. Die letzten MF 67 sollen ab 2028 auf der Linie 3 ersetzt werden.
Der Triebwagen M.10004 des Prototyps W2 „Zébulon“ und der Triebwagen M.10194 des Typs MF 67 D blieben von der RATP erhalten.

## Charakteristika
Die regelspurigen Züge verkehren mit seitlicher Stromschiene mit einer Gleichspannung von 700 Volt. Ein Fünfwagenzug ist 75,4 m lang und kann 425 Fahrgäste aufnehmen. Die Höchstgeschwindigkeit beträgt 80 km/h. Jeder Wagen verfügt über vier zweiflügelige Schiebetüren pro Seite.

## Besondere Fahrzeuge
Neben den Prototypzügen W1 (nach wie vor eingesetzt) und W2 (bis auf einen Triebwagen 2011 verschrottet) gab es weitere außergewöhnliche Fahrzeuge:
- als dritten Prototyp den Fünfwagenzug C1A (ein Motor pro Drehgestell) mit Wagenkästen aus Aluminium. Der 1973 gelieferte Zug wurde wie der W2 2011 verschrottet.
- als vierten Prototyp den Fünfwagenzug C2A (zwei Motoren pro Drehgestell) mit Wagenkästen aus Aluminium. Wegen des in Rosatönen gehaltenen Innenraums hatte der 1974 gelieferte Zug den Beinamen Bonbonnière (Konfektschachtel). Zwei seiner Triebwagen wurden zu antriebslosen Beiwagen umgebaut.
- 1975 wurde als letzter Prototyp der „Steuerwagenzug“ CS ausgeliefert. Zwei seiner Wagen entgingen der Verschrottung, einer davon dient als Übungsobjekt der Feuerwehr.
- 16 antriebslose Beiwagen der Unterbauart MF 67 CX aus dem Jahr 1975 als Ergänzung für die Züge der Linie 3. Zwei dieser Wagen waren Erprobungsträger für die Außenschwingtüren der Nachfolgebaureihe MF 77.
- Ein Vierwagenzug der Baureihe MF 67 mit der Sonderlackierung „Convoi d’Auteuil“ dient als Transportzug zwischen den Werkstätten Vaugirard und Auteuil.

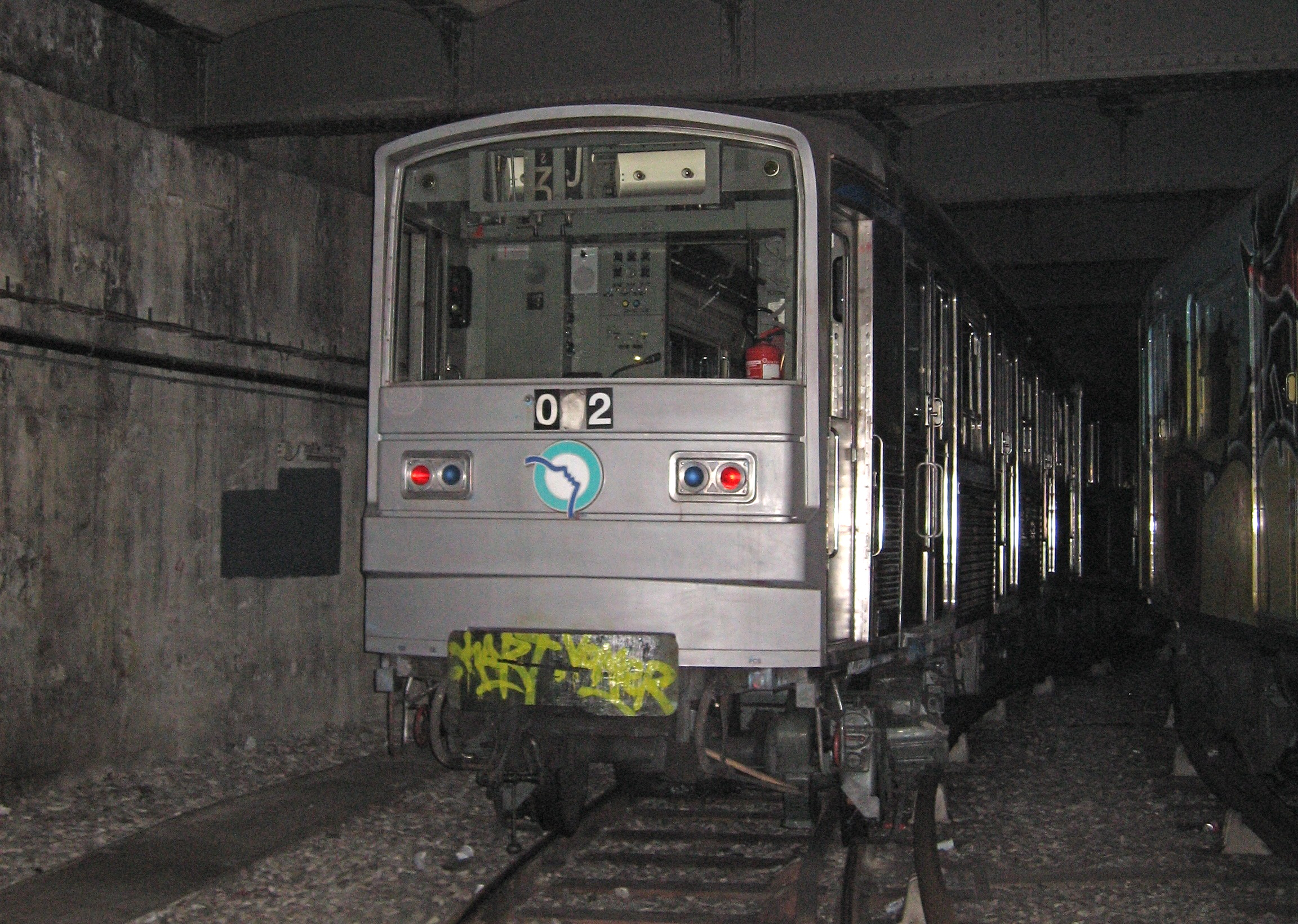
Prototyp W2 „Zébulon“, 2006
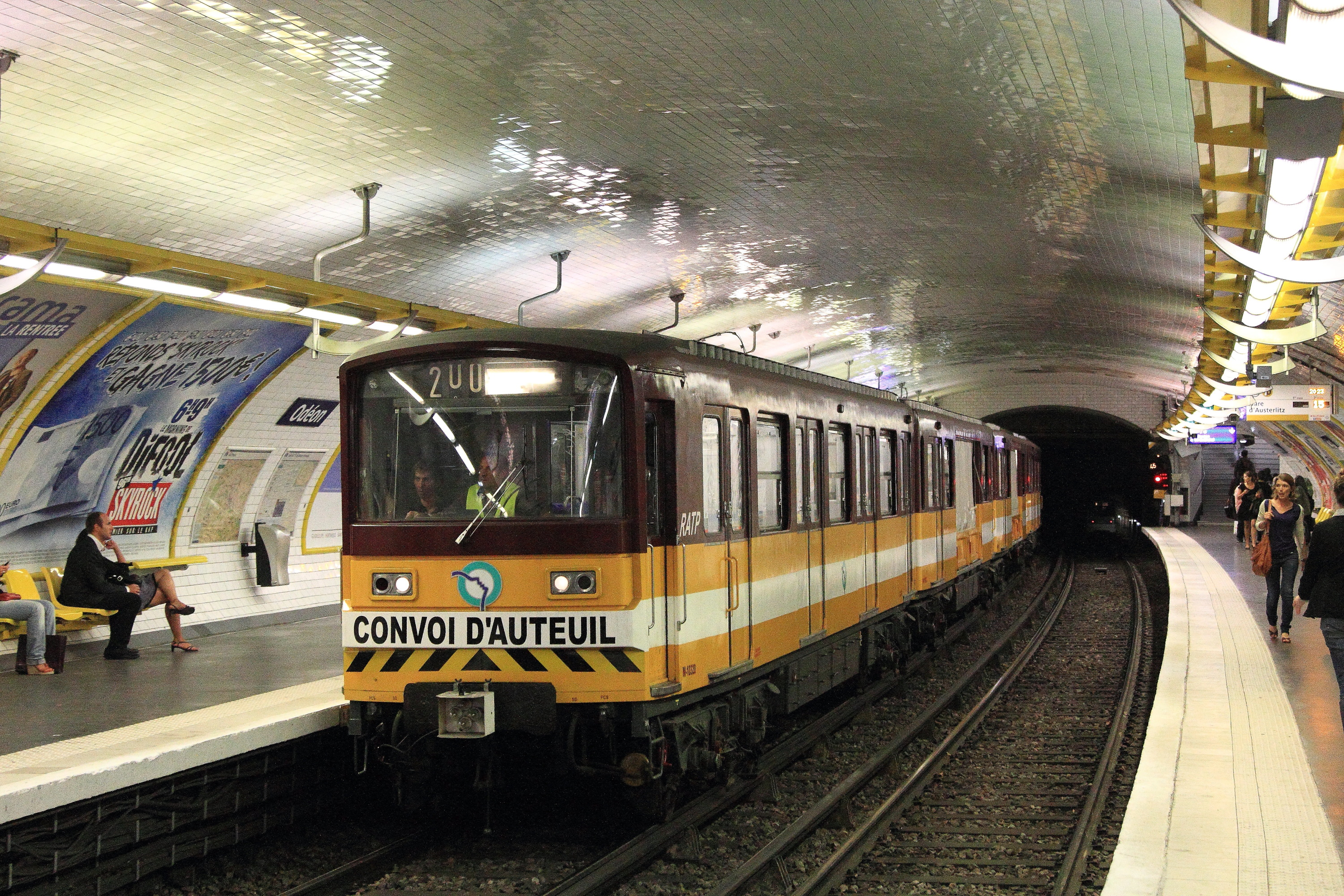
Der „Convoi d’Auteuil“ in der Station Odéon, 2011
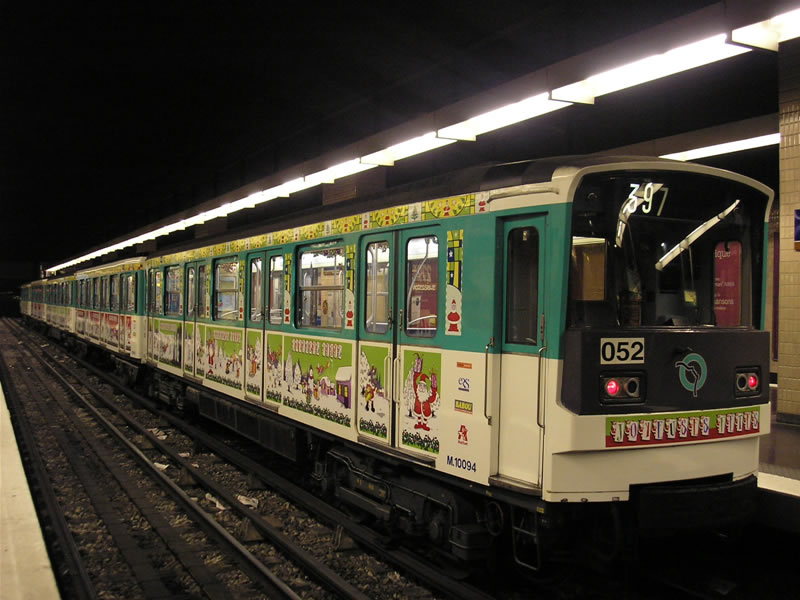
MF 67 als Weihnachtszug in der Station Gallieni, 2006
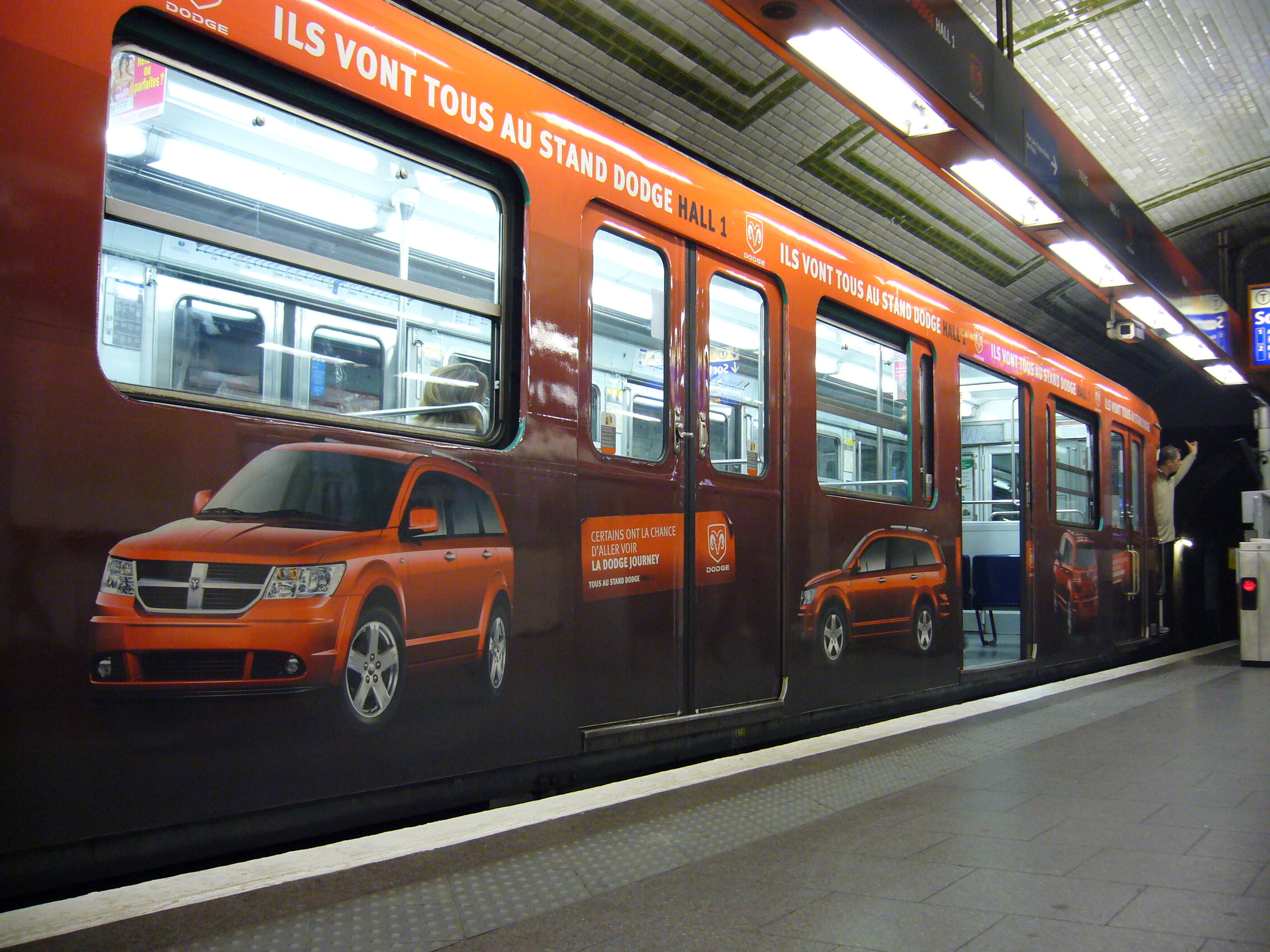
MF 67 mit Ganzreklame, 2008

## Sonstiges
Züge der Baureihe MF 67 sind in mehreren Spielfilmen zu sehen. Für den Film Die Nacht ist jung (fr: Mauvais sang) von Leos Carax wurde Ende 1985 ein Zug dunkelrot lackiert.